# Petite feuille de la patate douce
La petite feuille de la patate douce est une maladie affectant les cultures de patates douces (Ipomoea batatas) due à une espèce de phytoplasmes, Candidatus Phytoplasma aurantifolia. Cette maladie est très répandue dans toute l'aire de culture de la patate douce et se rencontre notamment en Asie, en Afrique et en Océanie. Le phytoplasme est propagé par des cicadelles, en particulier Orosius lotophagorum subsp. ryukyuensis. Les symptômes sont notamment une croissance réduite des nouvelles pousses, avec des feuilles plus petites, chlorotiques et légèrement enroulées. En cas d'attaque sévère, des pertes de rendement allant jusqu'à 90 % peuvent être enregistrées.

## Histoire
La maladie des petites feuilles, également appelée « balai de sorcière », a été décrite pour la première fois en 1967 en Papouasie-Nouvelle-Guinée par Van Velsen. Elle a par la suite été signalée dans les îles Ryūkyū, à Taïwan  et à Tonga en 1969, dans les îles Salomon en 1978 et dans le nord de l'Australie en 1995.

## Distribution
La maladie de la petite feuille de la patate douce est présente en Asie, en Afrique (Kenya), en Australie et  en Papouasie-Nouvelle-Guinée, ainsi qu'en Océanie (États fédérés de Micronésie, Fidji, Nouvelle-Calédonie, Niue, Palaos, îles Salomon, Tonga et Vanuatu). Elle a été signalée à Wallis-et-Futuna sur des adventices.

## Agent causal
L'agent causal de cette maladie est une espèce de phytoplasmes, 'Candidatus Phytoplasma aurantifolia'.
Le phytoplasme a pu être diagnostiqué par réaction en chaîne par polymérase (PCR) et le chromosome de pleine longueur a été déterminé à 600 kpb, ce qui est l'une des plus petites tailles de génome phytoplasmique.

## Vecteurs
La petite feuille de la patate douce peut être transmise par une espèce de cicadelles, Orosius lotophagorum subsp. ryukyuensis. Cette cicadelle peut transmettre le phytoplasme des plantes infectées vers les plantes saines appartenant à différentes espèces d’Ipomoea. Étant donné que l'agent pathogène a une  période de latence très longue, jusqu'à 283 jours dans le cas de transmission par greffe, les plants infectés, notamment les boutures, peuvent sembler sains très longtemps.

## Signes et symptômes
Cette maladie a une période d'incubation exceptionnellement longue chez la patate douce, allant de 50 à 186 jours après la transmission par greffe. Les premiers symptômes sont la décoloration (jaunissement) des nervures foliaires, par ailleurs normales. Les symptômes suivants sont notamment une forte réduction de la taille des feuilles et des entre-nœuds et le port dressé de l'extrémité des tiges.
On constat également une croissance des plantes plutôt ralentie, des feuilles plus petites, chlorotiques et légèrement enroulées et un développemetn également réduit des racines.
Les symptômes de la maladies peuvent être confondus avec une éventuelle phytotoxicité due à des herbicides, des désordres nutritionnels, des signes d'asphyxie.

## Dégâts
Les plantes infectées à un stade précoce ont un rendement médiocre, ne produisant qu'un ou deux tubercules minces. Des corps de phytoplasmes typiques ont été observés dans des cellules criblées du phloème.

## Méthodes de lutte
Les méthodes de lutte les plus efficaces consistent à observer certaines pratiques culturales visant à éliminer les sources d'infection.
Avant la plantation, le matériel de plantation et les boutures  doivent provenir de plants sains. En période de croissance, l'observation des champs est nécessaire pour détecter les plants présentant des signes de la maladie, qui doivent être éliminés (brûlés).
Après la récolte, les tiges feuillées doivent être également éliminées (brûlées ou enterrées).
La culture cellulaire de pointes de méristème s'est avérée efficace pour éliminer le phtytoplasme des tissus des patates douces infectées.
L'utilisation de variétés résistantes au phytoplasme est limitée par le manque de telles variétés, une seule variété « tolérante » a été détectée aux îles Salomon.
L'utilisation d'insecticides peut être utile pour limiter la pullulation des cicadelles, vecteurs de la maladie.

## Plantes-hôtes
La maladie de la petite feuille de la patate douce a été signalée, outre sur la patate douce (Ipomoea batatas), chez d'autres Convolvulaceae :  Ipomoea pes-caprae, Pharbitis nil et  Pharbitis purpurea, mais également chez Vigna unguiculata var. sesquipedalis (dolique asperge) et Lycopersicon esculentum (tomate).
Sur des plants d’Ipomoea setosa inoculés par greffe, l'apparition des premiers symptômes peut demander 6 mois ou plus. La maladie est létale chez Ipomoea tricolor, avec une période d'incubation relativement courte de 35 à 49 jours, ce qui fait de cette espèce un bon candidat comme plante-hôte d'indexation.